# 문종원
문종원(1979년 12월 28일 ~ )은 대한민국의 배우이다.

## 학력
- 단국대학교 연극영화과 학사

## 출연작

### 영화
- 《첫잔처럼》 (2019년) - 국 교수 역
- 《창간호》 (2018년) - 문 차장 역
- 《명당》 (2018년) - 우귀남 역
- 《대리 드라이버》 (2017년) - 문 차장 역
- 《아티스트: 다시 태어나다》 (2017년) - 제임스 곽 역
- 《럭키》 (2016년) - 깍두기 역
- 《성난 화가》 (2015년) - 드라이버 역
- 《모피를 입은 비너스》 (2012년) - 연지훈 역

### 드라마
- 《삼식이 삼촌》 (Disney+, 2024년) - 윤팔봉 역
- 《비밀의 숲 2》 (tvN, 2020년) - 전승표 역
- 《아스달 연대기》 (tvN, 2019년) - 라크느루프 역
- 《녹두꽃》 (SBS, 2019년) - 위안스카이 역
- 《육룡이 나르샤》 (SBS, 2015년) - 영락제 주체 역
- 《빅맨》 (KBS2, 2014년) - 용만 역

### 뮤지컬
- 《노트르담 드 파리》 (2016년) - 콰지모도, 클로팽 역
- 《베르테르》 (2015~2016년) - 알베르토 역
- 《블러드 브라더스》 (2014년) - 나레이터 역
- 《노트르담 드 파리》 (2013~2014년) - 클로팽 역
- 《레미제라블》 (2012~2013년) - 자베르 역
- 《조로》 (2011년) - 라몬 역
- 《아이다》 (2010년) - ZOSER 역
- 《생명의 항해》 (2010년) - 라루선장 역
- 《올 댓 재즈》 (2010년) - 유태민 역
- 《아킬라》 (2009년) - 카 역
- 《주유소 습격사건》 (2009년) - 무대뽀 역
- 《두 드림 러브》 (2008년)
- 《노트르담 드 파리》 (2007~2009년) - 클로팽 역
- 《맨 오브 라만차》 (2007년) - 빼드로역
- 《풀몬티》 (2007년)
- 《까미유 끌로델》 (2006년) - 자크블랑드 역
- 《유린타운》 (2005년) - 스윙(남) 역
- 《뱃보이》 (2005년)
- 《사운드 오브 뮤직》 (2005년)
- 《노틀담의 꼽추》 (2004년)
- 《렌트》 (2003년)

### 연극
- 《맨 프럼 어스》 (2014년) - 존 올드맨 역
- 《스테디레인》 (2013년) - 대니 역
- 《백야》 (2012년) - 하세가와 대좌 역
- 《미스 줄리》 (2010년)

## 음반
- 4ONE - The 1st Story~Musical (2009년)
- 뮤지컬 아킬라 OST (2009년)

## 수상
- 2013년 제7회 더 뮤지컬 어워즈 남우조연상 (레미제라블 / 자베르 역)